# Corte de' Frati
Corte de' Frati är en ort och kommun i provinsen Cremona i regionen Lombardiet i Italien. Kommunen hade 1 370 invånare (2018).